# Las Moreras
Las Moreras és una caseria i estació de ferrocarril de la línia Albatera-Catral a Torrevella. Està situada al municipi de Els Montesinos a la comarca del Baix Segura.